# Вайпер (телесериал)
«Вайпер» (англ. Viper) — американский фантастический телесериал-боевик, повествующий о спецподразделении, созданном федеральным правительством для борьбы с преступностью в вымышленном городе Метро-Сити, который захлестнула волна преступности. Оружием, используемым этим подразделением, является городской штурмовой автомобиль, маскирующийся под спорткар Dodge Viper. Сериал транслировался на канале NBC в течение одного сезона в 1994 году, а затем был возрожден два года спустя ещё на три сезона в синдикации. Повторы сериала выходили на кабельных каналах Sci-Fi Channel и USA Network.
В первом сезоне главную роль водителя «Вайпера» играл Джеймс Маккэффри, впоследствии он был заменён на другого персонажа в исполнении малоизвестного актёра Джеффа Кааке. Маккэффри вернулся к своей роли в четвёртом (финальном) сезоне. В качестве приглашённых гостей в отдельных эпизодах снимались впоследствии ставшие известными актёры и актрисы, такие как Кэрри-Энн Мосс, Брайан Крэнстон, Марк Пеллегрино, Натасия Мальте, Барри Пеппер и многие другие.
Автомобиль Viper Defender был разработан инженерами Chrysler Corporation специально для съёмок, в отличие от большинства машин в голливудских фильмах и сериалах, которые обычно кастомизируются дизайнерами.

## Сюжет
Город Метро-Сити (штат Калифорния) оказался в осаде из-за волны преступности, начатой группировкой «Аутфит». Полицейское управление Метро-Сити, не смогло взять ситуацию под контроль, и в итоге власти создают проект «Viper» (рус. Гадюка)– специальную сверхсекретную оперативную группу для ликвидации банд. Эта оперативная группа использует модифицированный спортивный автомобиль Dodge Viper RT/10 Roadster огненно-красного цвета, который одним щелчком переключателя может трансформироваться в бронированную машину под кодовым названием «Защитник». Изначально проект был отложен из-за многочисленных неудач, в основном из-за того, что обычные водители не могли управлять этой смертоносной машиной. 
Майкл Пэйтон (его играет Джеймс Маккэффри), один из лучших гонщиков в городе, и по совместительству преступник-грабитель, во время очередного дела попадает в аварию и получает травму головы. После поимки Пэйтона полицейские стирают ему память, и дают новую личность — примерного гражданина и сотрудника полиции Джо Астора. Он оказывается единственным, кто способен справиться с «Защитником» и попадает в проект «Viper».

## В ролях
- Джеймс Маккэффри — Джо Астор / Майкл Пейтон, главный герой первого и четвёртого сезонов. Бывший член банды, автогонщик, который после травмы головы теряет память о своём прошлом и оказывается вовлечён в правительственный проект «Viper» по борьбе с организованной преступностью.
- Джефф Кааке — Томас Коул, главный герой второго и третьего сезонов. Является сотрудником ЦРУ и искусным гонщиком. После уничтожения «Защитника» в финале третьего сезона покидает проект «Viper» и уезжает из Метро-Сити.
- Дориан Хэрвуд — Джулиан Уилкс, создатель «Защитника», технологический гений, который был парализован во время перестрелки между полицией и преступниками.
- Ричард Бёрджи — Лейн Кэссиди, главарь группировки «Аутфит», один из главных антагонистов первого сезона.

## Производство
Оригинальный сериал начали снимать в районе Лос-Анджелеса в начале 1993 года, а его премьера на CBS планировалась осенью 1993 года. Однако премьера была впервые отложена, когда Стивен Дж. Кэннелл также назвал своё новое телешоу «Вайпер». После судебного иска от Chrysler Corporation Кэннелл переименовал свой сериал в «Кобра». Премьера «Вайпера» была отложена ещё раз, когда руководство канала CBS посчитало сериал слишком жестоким и решило его закрыть. Однако благодаря поддержке Chrysler производство сериала продолжалось, и его приобрела NBC.